# Farby offsetowe
Farby offsetowe – rodzaj farby drukarskiej z przeznaczonej do druku w technice offsetowej.

## Składowe farb offsetowych
- substancje barwiące:
  - pigmenty, czyli substancje barwiące nierozpuszczalne w spoiwie (w farbach offsetowych substancjami barwiącymi są przede wszystkim pigmenty),
  - laki, czyli substancje barwiące nierozpuszczalne w spoiwie, powstałe w wyniku strącenia barwników do postaci nierozpuszczalnych soli,
  - barwniki, czyli substancje rozpuszczalne w spoiwie.
- spoiwo, które jest środowiskiem, w którym zdyspergowane są pigmenty/laki, i które spełnia podstawową rolę w osadzaniu farby na drukowanej powierzchni. Spoiwo tworzone jest w oparciu o oleje roślinne lub mineralne.
- wypełniacze (obciążniki), czyli substancje nierozpuszczalne, zdyspergowane w spoiwie, wpływające na drukowalność farby.
- suszki, czyli katalizatory oksydacji spoiwa (polimeryzacja). Są to substancje wydatnie wpływające na schnięcie farby. Suszki to pochodne metali: kobaltu, manganu, ołowiu, cyrkonu, cynku, wapnia.
- woski, czyli związki chemiczne, głównie na bazie polietylenu, zwiększające odporność farby na ścieranie, zwiększające poślizg po zadruku.
- plastyfikatory, czyli złożone substancje organiczne zwiększające przyczepność farby do podłoża, zwiększające plastyczność błony farbowej po osadzeniu farby na drukowanej powierzchni, zwiększające odporność farby na działanie wilgoci i niskich temperatur.
- środki dyspergujące, czyli substancje ułatwiające zwilżanie pigmentu/laki przez spoiwo
- środki przeciwsuszące (antyoksydanty), czyli substancje zapobiegające wysychaniu farby w masie (tj. w puszcze, w kałamarzach farbowych, na wałkach farbowych).
- pasty skracające, czyli substancje obniżające tack farby.

## Odporność farb drukarskich
Farby drukarskie charakteryzują się różną odpornością mierzoną na zadrukowanej powierzchni.
- odporność na ścieranie, badane za pomocą rub-testera
- odporność na światło (światłotrwałość) mierzona przez naświetlanie światłem dziennym, miarą światłotrwałości jest odporność na odbarwienie w wyniku oddziaływania światła
- odporność na alkohol testowana z użyciem etanolu, etoksypropanolu, octanu etylu
- odporność na alkalia
- odporność na nitro

## Zróżnicowane cech farb offsetowych
Poprzez odpowiedni dobór poszczególnych składników farb offsetowych otrzymuje się farby o różnym stopniu pigmentacji (np. farby intensywne), o różnej odporności na światło, alkohol, alkalia, nitro, o różnej podatności na schnięcie w masie (np. farby semi-fresh lub fresh), o różnym przeznaczeniu, co do podłoży (np. papier powlekany błyszczący, matowy, offsetowy, podłoża niechłonne), o różnej odporności na ścieranie itd.